# Helga Feddersen
Helga Feddersen (Hamburg, 14 maart 1930 - Hamburg, 24 november 1990) was een Duitse actrice, zangeres en schrijfster.

## Carrière
Helga Feddersen werd geboren in Hamburg als dochter van een handelaar in zeemans-uitrustingen. Na afronding van de Oberschule am Lerchenfeld en de vrouwenvakschool in Harburg voltooide ze van 1948 tot 1950 de toneelschool bij Eduard Marks. Haar debuut had ze in het drama Ostern (1949) van August Strindberg bij Helmut Gmelin in het Theater im Zimmer. In 1951 had ze een kleine bijrol in de filmkomedie Professor Nachtfalter, met in de mannelijke hoofdrol de NederlanderJohannes Heesters. Er volgden contracten bij het Deutsches Schauspielhaus (1966) en de Kleine Komödie (1981) van Peter Ahrweiler.
Feddersen werkte vooral mee in films en series rondom de rivier Alster, zoals de misdaadfilm Das Haus an der Stör uit de serie Stahlnetz, maar ook als Klothilde in de film Buddenbrooks en in Lola van Rainer Werner Fassbinder. In 1971 speelde ze in het Ohnsorg-Theater in het stuk Der möblierte Herr samen met bekende acteurs, waaronder Hanno Thurau, Heidi Kabel, Werner Riepel en Henry Vahl. In 1975 werd ze door haar rol als Else Tetzlaff bekend in de tv-serie Ein Herz und eine Seele van Wolfgang Menge met Heinz Schubert. Feddersen verving daarin Elisabeth Wiedemann, die samen met Dieter Krebs de serie had verlaten. Uiteraard kon ze niet de successen van haar voorgangster evenaren.
Haar eerste echtgenoot Götz Kozuszek ontdekte haar talent als schrijfster. Ze schreef bovenal draaiboeken met nabije hanseatische thema’s, waaronder het tv-spel Vier stunden von Elbe 1 (1967), de series Kümo Henriette (1979 – 1982), Kapitän Harmsen (1969) en Helga und die Nordlichter (1984), waarin ze zelf de hoofdrol vertolkte. In 1979 publiceerde ze haar boek Hallo, hier ist Helga met kleine novellen uit haar leven, aanvankelijk door een kleine Hamburger uitgever slechts regionaal verspreid.
Voor aanvang van de jaren 1970 tot het begin van de jaren 1980 acteerde ze in meerdere humoristische series, waaronder Ach, du dickes Ei (1975-1977) en in het bizarre Abramakabra (1972) met Uwe Dallmeier. In 1975 had ze haar platendebuut met een door Christian Bruhn geproduceerd, bewerkt en gecomponeerd album, waarop ze verhalen vertelde en eigen teksten zong. Samen met Frank Zander presenteerde ze van 1977 tot 1980 het met sketches bewerkte muziekprogramma Plattenküche.
Een frequente komedie-partner was Dieter Hallervorden, met wie ze in 1978 het onverwachte kassuccesnummer Du, die Wanne ist vol opnam. Ze was ook als stemartieste werkzaam voor de Deense film Ditte – ein Menschenkind (1950).
In 1983 stichtte Feddersen in Hamburg met haar partner, de acteur Olli Maier, het 250 plaatsen tellende Theater Am Holstenwal en veranderde de oude balzaal in een speelzaal met landelijke bekendheid.

## Privéleven en overlijden
Haar eerste echtgenoot, met wie ze in 1962 in het huwelijksbootje stapte, was de vroegere NDR-dramaturg Götz Kozuszek, die in 1985 overleed.
In 1955 werd bij haar een kwaadaardige tumor ontdekt aan een speekselklier, die echter succesvol kon worden verwijderd, maar haar gezicht werd optisch en qua motoriek misvormd, hetgeen vijf jaar later iets was verbeterd. In de jaren 1980 moest ze nog twee tumor-operaties ondergaan, met als bijkomstigheid een kaakontsteking, waardoor meerdere tanden moesten worden verwijderd. Deze beproevingen maakten haar medicijnafhankelijk en leidden tot anorexia. In 1989 ging haar theater failliet, waardoor ze zich tijdelijk terugtrok op het eiland Föhr. Ze overleed op 24 november 1990 op 60-jarige leeftijd aan de gevolgen van leverkanker. Kort daarvoor was ze nog getrouwd met haar partner Olli Maier. Haar urn werd bijgezet op de Steigfriedhof in Stuttgart-Bad Cannstatt, de geboorteplaats van haar echtgenoot. In 2014 werd in Stuttgart-Bad Canstatt een straat naar haar genoemd, de Helga-Feddersen-Weg. Tot aan haar dood woonde ze in de historische Hamburgse Deichstraße. Dankzij Maier (overleden 2011) erfde de journalist Jürgen Worlitz later een groot deel van Feddersens nalatenschap.

## Discografie

### Singles
- 1975: Ach mach doch mal die Lampe aus / 5 Minuten lachen ersetzt ein Ei (Theoderich)
- 1978: Du, die Wanne ist voll (You’re the One That I Want) / Disco Dussl (met Dieter Hallervorden)
- 1979: In Bauermanns Bierkeller / Tango-Bertl
- 1979: Auszieh’n / Tüddelband (met de Old Merry Tale Jazzband)
- 1981: Gib mir bitte einen Kuß (Dance little Bird) / Ich mag so gerne Dicke
- 1982: ’ne Schönheit, Chéri, war ich nie / Hans, lach doch mal mit mir
- 1982: Katzen-Polka (Dance Little Cat) / Schweinetango
- 1983: Ich zähl’ jede Stunde ohne dich / Es klingelt schon wieder (met Olli Maier)
- 1984: Herr Schulze / Schulzes Breakdance (instrumentaal)
- 1989: Die Lambada-Anstalt / Lärmbada (met Olli Maier)

### Albums
- 1975: Neues Aus Ellerdorf (hoorspel)
- 1975: Helga Feddersen singt und spricht
- 1978: An de Eck... (met Mike Krüger, Album Mein Gott... Mike)

## Filmografie
- 1951: Professor Nachtfalter
- 1959: Buddenbrooks
- 1961: Der grüne Bogenschütze
- 1962: Annoncentheater – een avondprogramma van de Duitse tv in 1776
- 1963: Stahlnetz: Das Haus an der Stör
- 1963: Stahlnetz: Strandkorb 421 (aflevering 18, première op 24 november 1963)
- 1963: Was soll werden, Harry?
- 1966: Hafenpolizei (tv-serie) – Der Nerz
- 1967: Vier Stunden von Elbe 1
- 1969: Kapitän Harmsen
- 1970: Der Pfarrer von St. Pauli
- 1971: Sparks in Neu-Grönland
- 1971: Dreht euch nicht um – der Golem geht rum
- 1971: Im Fahrwasser
- 1972–1976: Abramakabra
- 1973: Der Lord von Barmbeck
- 1974: Die Rache der Ostfriesen
- 1974: Bismarck von hinten oder Wir schließen nie
- 1975: Tadellöser & Wolff
- 1975–1977: Ach, du dickes Ei
- 1975–1978: Am laufenden Band
- 1976: Ein Herz und eine Seele
- 1976–1980: Plattenküche
- 1979: St. Pauli-Landungsbrücken (tv-serie) (aflevering Sabine)
- 1979–1982: Kümo Henriette
- 1981: Lola
- 1982: Ein dicker Hund
- 1982–1989: Meister Eder und sein Pumuckl (tv-serie)
- 1983: Plem, Plem – Die Schule brennt
- 1983: Sunshine Reggae auf Ibiza
- 1984: Helga und die Nordlichter
- 1991: Großstadtrevier – Der Reporter (tv-serie)

- Gemeinsame Normdatei: 118532189
- International Standard Name Identifier: 0000 0000 1372 3305
- Library of Congress Control Number: no2014042323
- MusicBrainz: f5bc8f9c-7547-42ab-abbf-aa1ad877b2a6
- Système universitaire de documentation: 244875073
- Virtual International Authority File: 32787878
- WorldCat: E39PBJyRtwBPgpjrVmmrJyh8md